# Choe Hyon
Choe Hyon (em coreano: 최현; Hunchun, 6 de maio de 1907 — Pyongyang 10 de abril de 1982), também conhecido como Sai Ken (pronúncia japonesa de seu nome), foi um general e político norte-coreano.
A partir de 1932, lutou no Movimento de Independência da Coreia, onde se tornou um dos líderes militares mais importantes da resistência armada na Manchúria. Seus méritos superaram os de Kim Il-sung, incluindo liderar tropas na Batalha de Pochonbo, mérito que, mais tarde, foi atribuído a Kim Il-sung pela propaganda norte-coreana. Os dois foram, no entanto, amigos proxímos durante e depois dos anos de guerrilha. Após a libertação da Coreia, os guerrilheiros escolheram Kim para ser o líder da Coreia do Norte, embora Choe fosse mais velho e tivesse uma posição superior no Partido Comunista da China (PCC).
Depois, assumiu o comando do altamente estratégico Regimento Kanggye da 1.ª Divisão do recém-organizado Exército Popular da Coreia (EPC). Durante a Guerra da Coreia, comandou o 2.º Corpo do EPC. Após a guerra, recebeu cargos na política da Coreia do Norte, incluindo o cargo de Ministro das Forças Armadas Populares, que ocupou entre 1968 e 1976. Durante este tempo, vários ex-guerrilheiros foram expurgados, mas Choe manteve sua posição graças ao seu relacionamento pessoal com Kim Il-sung.

## Início de vida
Nasceu, no dia 06 de maio de 1907, em Hunchun, Jilin, China. Era filho de Choe Hwa-shim, que serviu na Unidade Hong Beomdo do Exército da Independência da Coreia no início do século XX. Sua mãe teria morrido em 1920, depois que os japoneses invadiram a Manchúria para suprimir o Movimento Primeiro de Março. Como tal, Choe Hyon tinha um histórico revolucionário vantajoso.
Em 1925, foi preso pelos japoneses e ficou na prisão de Yanji por sete anos. Após sua libertação, se juntou ao movimento guerrilheiro antijaponês em julho de 1932. Depois disso, lutou como guerrilheiro no Movimento de Independência da Coreia. Ele ascendeu a uma posição de liderança no Exército Unido Antijaponês do Nordeste da China, e tornou-se membro do Partido Comunista da China (PCC). Também integrou 88ª Divisão de Rifle da União Soviética.
Os historiadores oficiais da Coreia do Norte, atribuem os méritos das tropas coreanas na Batalha de Pochonbo (1937) à suposta liderança de Kim Il-sung, sendo um dos elementos do culto norte-coreano à personalidade do fundador da Coreia do Norte. Entretanto, algumas evidências apontam para a conclusão de que foi Choe Hyon quem comandou as tropas que atacaram Pochonbo. Choe também liderou tropas coreanas na batalha em Musan e Gansanbong.
O exército liderado por Choe foi um dos principais alvos dos japoneses durante a fase da Pacificação de Manchukuo iniciada em 1939. Dennis Halpin publicou um artigo em The National Interest que sustenta que: "Choe Hyon pode muito bem ter sido o líder-chave na luta colonial antijaponesa na Manchúria e ao longo da fronteira coreana". De acordo com Halpin, isso desacreditaria a legitimidade revolucionária da Dinastia Kim e a emprestaria ao filho de Choe Hyon, Choe Ryong-hae. A Coreia do Norte posteriormente editou fotos dessa época para enfatizar o papel de Kim.
Choe Hyon foi um companheiro próximo de Kim Il-sung durante seus anos de guerrilha. Choe era mais velho que Kim Il-sung. Como tal, Choe não teve que usar títulos honoríficos ao falar com ele, embora, de acordo com a autobiografia de Kim Il-sung, Memórias: No Transcurso do Século, isso fosse da insistência de Kim:

"General, você tem um plano para atacar qualquer outro lugar, senhor?"

"Por favor, não diga 'senhor' a um jovem. Por favor, chame-me pelo meu nome,
Kim Il Sung."
Meu humilde pedido amedrontou este veterano experimentado tanto como se algo sério tivesse acontecido.
"O que importa a idade de um homem aqui? Há muito tempo considero você, comandante Kim, o homem mais importante do exército coreano. Portanto, é natural que me dirija com respeito."
"Se você elogiar os jovens dessa forma, eles logo se tornarão presunçosos e tontos. Se você continuar me elogiando assim, não vou mais ficar com você."

"Apesar de toda a minha coragem, você tem a vantagem. De agora em diante não vou chamá-lo de 'senhor', como deseja."

## Carreira após a libertação da Coreia

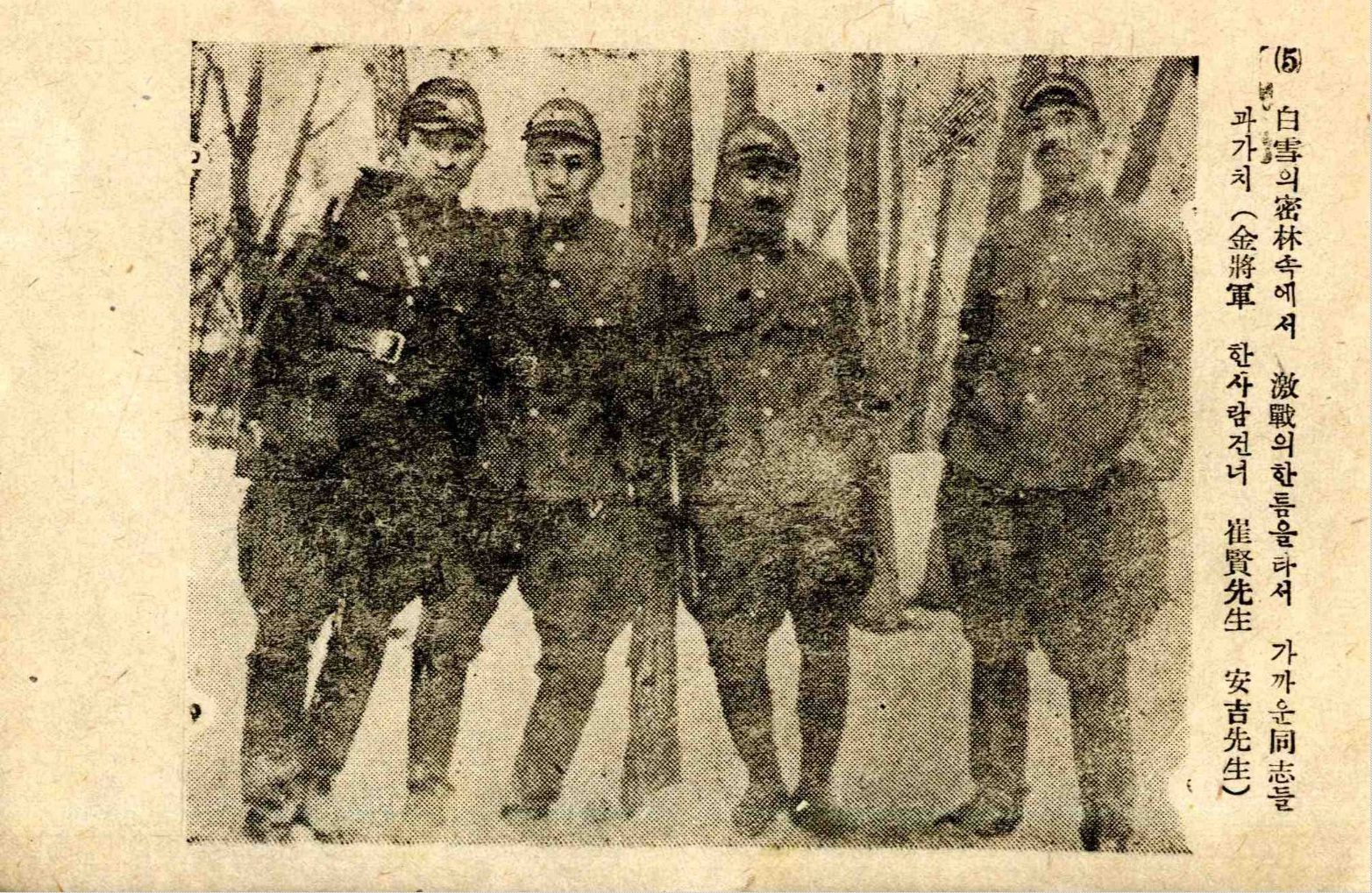
Choe Hyon com Kim Il-sung (extrema-esquerda) e outros durante a 88.ª Brigada Especial do Exército Soviético. Da esquerda para a direita: Kim Il-sung, Gyeong-cheong, Choe Hyon e Ahn Gil

Após a libertação da Coreia, Choe passou a integrar a facção Guerrilha do Partido dos Trabalhadores da Coreia do Norte, um grupo de cerca de 200 ex-guerrilheiros. Há evidências de que os principais guerrilheiros, incluindo Kim Il-sung, Kim Chaek, Kim Il, Choe Yong-gon e o próprio Choe Hyon, decidiram ajudar a fazer de Kim Il-sung o líder do futuro país, pouco antes de retornarem à Coreia, em setembro de 1945. Isso, apesar do fato de que Kim Chaek e Choe Hyon eram membros de mais alto escalão no Partido Comunista da China. Consequentemente, Choe não se tornaria o líder supremo do país, mas tornou-se parte de sua elite central. Decidiu-se, entretanto, que Kim Il-sung tinha a melhor reputação e habilidades. Consequentemente, Choe perdeu a liderança suprema do país, mas tornou-se parte de sua elite central.
Após a libertação, o Exército Popular da Coreia foi organizado e  Choe se tornou o comandante do Regimento da 1.ª Divisão em Kanggye., além disso:
- liderou o Colégio de Libertação Militar que treinava as forças especiais.[11]; e
- comandou a 2.ª Divisão do Exército Popular da Coreia e,[20] durante a Guerra da Coreia, o 2.º Corpo de exército.[21]

### Depois da Guerra da Coreia
Em 1956, tornou-se membro do Comitê Central do Partido dos Trabalhadores da Coreia (PTC) .
A partir de 1965, passou a presidir a Comissão de Assuntos Militares do partido, mas não tinha assento no Comitê Político, para o qual foi nomeado em outubro de 1966 como membro titular,  . 
No final da década de 1960 e no início da década de 1970, era um dos indivíduos mais poderosos nos meios políticos e militares da Coreia do Norte.  norte-coreana. Como membro da Comissão Militar Central do PTC, era um dos "sete homens mais poderosos da Coreia do Norte". Com o seu posto de Ministro das Forças Armadas Populares, era "provavelmente o indivíduo mais poderoso na área militar além do próprio Kim Il-sung". Nessa época, era o melhor amigo pessoal de Kim e conhecido por seu passado de guerrilha.  Morava no bairro nobre de Changkwang-dong, perto da residência de Kim Il-sung.
Entre o final de de 1968 e 1976, foi Ministro das Forças Armadas Populares, sucedendo Choe Kwang, após servir como vice-ministro primeiro. . Sendo substituído, por "por razões de saúde", por O Jin-u.
Na verdade, tinha sido nomeado como ministro, pois apesar de sua pouca formação escolar, era de estreita confiança de Kim Il-sung. Embora, na década de 1960, alguns integrantes da facção da Guerrilha tenham sido expurgados, Choe manteve seu seu prestígio.
Em 1970, foi eleito para o Politburo do PTC, durante o 5.º Congresso do PTC e, em 1980,  no 6.º Congresso. Durante este tempo em particular, tinha considerável poder no exército. Ele permaneceu no topo do exército até o final de sua carreira. Tinha um talento especial para a guerra não convencional.

## Legado e morte
Choe publicou uma autobiografia: Over the Mountain-Waves of Mt. Paektu, que foi avaliada criticamente por: Robert A. Scalapino e Chong-Sik Lee, nos seguintes termos: "Embora muito reveladoras, algumas seções, particularmente em seus primeiros encontros com Kim Il-sung, são tão propagandísticas que não são confiáveis".
Narrou seu primeiro encontro com Kim Il-sung, no Capítulo: "A Inesquecível Primeira Reunião" em Reminiscências das Guerrilhas Antijaponesas. Encontro que também foi narrado na autobiografia de Kim Il-sung, Memórias: No Transcurso do Século..
Em 1947, o poeta Cho Ki-chon escreveu o poema épico: Mt. Paektu, sobre a Batalha de Pochonbo., que foi uma obra fundamental do culto à personalidade de Kim Il-sung. A vida de Choe também foi narrada na 55.ª edição do filme Nação e Destino.
Morreu em 10 de abril de 1982. Em 2012, o 30.º aniversário de sua morte em 2012 foi marcado com destaque na Coreia do Norte, onde um serviço memorial foi realizado, no qual coroas de flores foram colocadas no Cemitério dos Mártires Revolucionários, e a Agência Central de Notícias da Coreia publicou um artigo elogiando-o. Isso aconteceu em um momento em que seu filho Choe Ryong-hae (nascido em 1950) subiu na hierarquia do PTC e foi fortemente apresentado na 4.ª Conferência do PTC e na reunião anual da Assembleia Popular Suprema.
Detém o título de Herói da República.Além de ser pai de Choe Ryong-hae (nascido em 1950), também é pai de Gop-dan (filha).

## Obras
- Choe Hyon (1970). «The Unforgettable First Meeting». Reminiscences of the Anti-Japanese Guerillas. Foreign Languages Publishing House. Pyongyang: [s.n.] OCLC 869368184
- Kim Il; Choe Hyon;  et al. (1981). Twenty-year-long Anti-Japanese Revolution Under the Red Sunrays: June 1926 – August 1931. Foreign Languages Publishing House. 1. Pyongyang: [s.n.] OCLC 873742698
- Kim Il; —;  et al. (1982). Twenty-year-long Anti-Japanese Revolution Under the Red Sunrays: September 1931 – February 1936. Foreign Languages Publishing House. 2. Pyongyang: [s.n.] OCLC 914716941
- Sai Ken [Choe Hyon] (1964). Hakutō no yamanami o koete. Chōsen Seinensha (em japonês). Tokyo: [s.n.] OCLC 674619272